# ورد ذنبي
ورد ذنبي (الاسم العلمي:Rosa caudata) هو نوع من النباتات يتبع جنس الورد من الفصيلة الوردية.